# 352. Infanterie-Division
352. Infanterie-Division var en tysk infanteridivision under Andra världskriget. Divisionen sattes upp i Saint-Lô den 5 november 1943 baserad på ett kader från den upplösta 321. Infanterie-Division, i en grupp av tio infanteridivisioner som sattes upp för att ersätta förluster på östfronten. Inför det hotande allierade invasionen av Frankrike fick divisionen stanna kvar som ett försvarsförband, som en del av LXXXIV. Armeekorps. Inför dagen D hade divisionen tre infanteriregementen med vardera två bataljoner, varje bataljon räknade i genomsnitt 550 man. Utöver det hade divisionen en pansavärsbataljon, ingenjörsbataljon, spaningsbataljon och ett artilleriregemente. Divisionen var på långa vägar inte så stark som en tysk infanteridivision skulle vara på pappret, men divisionen var betydligt starkare än många av de övriga statiska infanteridivisioner som försvarade landstigningsområdet.

## Dagen D
Inför den 6 juni var Grenadier-Regiment 914 grupperade mellan Carentan och Grandcamp, Grenadier-Regiment 915 tillsammans med Divisions-Füsilier-Bataillon 352 grupperades som reserv vid Bayeux och Grenadier-Regiment 916 var grupperade mellan Grandcamp och Colleville-sur-Mer ovanför det som skulle bli Omaha Beach. Även om divisionen kom att åsamka de landstigande förbanden betydande förluster under den första dagen och hålla den höga terrängen bakom landstigningsstranden i flera timmar så kunde man inte stå emot de amerikanska trupperna och var tvungen att dra sig tillbaka. Divisionen kom att vara kvar i frontlinjen fram till den 30 juli 1944 då divisionen betraktades som förbrukad och upplöstes. Kvarvarande manskap användes för att sätta upp 352. Volksgrenadier-Division i september 1944.

## Organisation
- Grenadier-Regiment 914
- Grenadier-Regiment 915
- Grenadier-Regiment 916
- Artillerie-Regiment 352
- Divisions-Füsilier-Bataillon 352 spaningsbataljon
- Pionier-Bataillon 352
- Panzerjäger-Abteilung 352

## Befälhavare
Divisionschefer:
- Generalleutnant Dietrich Kraiss (6 nov 1943–6 augusti 1944)